# Serdar Saatçı
Serdar Saatçı (Estambul, 14 de febrero de 2003) es un futbolista turco que juega en la demarcación de defensa en el Trabzonspor de la Superliga de Turquía.

## Biografía
Tras formarse como futbolista en las categorías inferiores del Beşiktaş J. K., finalmente el 17 de diciembre de 2020 debutó con el primer equipo en la Copa de Turquía contra el Tarsus İdman Yurdu en un encuentro que finalizó con un resultado de 3-1. También jugó varios partidos en la Superliga de Turquía y en la Liga de Campeones de la UEFA. Posteriormente se marchó al S. C. Braga, con el que jugó 34 partidos, antes de regresar a Turquía en septiembre de 2024 al ser traspasado por dos millones y medio de euros.

## Clubes
Actualizado al último partido disputado el 11 de agosto de 2023.
| Club            | País     | Año       | Partidos | Goles |
| --------------- | -------- | --------- | -------- | ----- |
| Beşiktaş J. K.  | Turquía  | 2020-2022 | 15       | 1     |
| S. C. Braga "B" | Portugal | 2022-2023 | 5        | 0     |
| S. C. Braga     | Portugal | 2023-2024 | 34       | 0     |
| Trabzonspor     | Turquía  | 2024-     | 13       | 0     |

## Palmarés

### Títulos nacionales
| Título                      | Club           | País     | Año  |
| --------------------------- | -------------- | -------- | ---- |
| Superliga de Turquía        | Beşiktaş J. K. | Turquía  | 2021 |
| Copa de Turquía             | Beşiktaş J. K. | Turquía  | 2021 |
| Supercopa de Turquía        | Beşiktaş J. K. | Turquía  | 2021 |
| Copa de la Liga de Portugal | S. C. Braga    | Portugal | 2024 |